# Tenerife Ladies Open 2021
Il Tenerife Ladies Open 2021 è un torneo di tennis giocato sul cemento. È la prima edizione dell'evento, che fa parte della categoria WTA 250 nell'ambito del WTA Tour 2021. Si gioca all'Abama Tennis Academy di Guía de Isora, Tenerife in Spagna, dal 18 al 24 ottobre 2021.

## Partecipanti al singolare

### Teste di serie
| Nazionalità | Giocatrice          | Ranking* | Testa di serie |
| ----------- | ------------------- | -------- | -------------- |
| Ucraina     | Elina Svitolina     | 7        | 1              |
| Slovenia    | Tamara Zidanšek     | 33       | 2              |
| Spagna      | Sara Sorribes Tormo | 35       | 3              |
| Italia      | Camila Giorgi       | 38       | 4              |
| Svizzera    | Viktorija Golubic   | 46       | 5              |
| Cina        | Zhang Shuai         | 48       | 6              |
| Danimarca   | Clara Tauson        | 49       | 7              |
| Stati Uniti | Alison Riske        | 51       | 8              |

* Ranking al 4 ottobre 2021.

### Altre partecipanti
Le seguenti giocatrici hanno ricevuto una wild card per il tabellone principale:
- Rebeka Masarova
- Nuria Párrizas Díaz
- Lucrezia Stefanini

La seguente giocatrice è entrata nel tabellone principale con il ranking protetto:
- Zheng Saisai

Le seguenti giocatrici sono passate dalle qualificazioni:

- Aliona Bolsova
- Jaqueline Cristian
- Mandy Minella
- Donna Vekić
- Stefanie Vögele
- Wang Xinyu

La seguente giocatrice è entrata in tabellone come lucky loser:
- Kaja Juvan

### Ritiri
Prima del torneo
- Caroline Garcia → sostituita da  Arantxa Rus
- Magda Linette → sostituita da  Greet Minnen
- Jasmine Paolini → sostituita da  Danka Kovinić
- Rebecca Peterson → sostituita da  Kaja Juvan
- Martina Trevisan → sostituita da  Varvara Gračëva

## Partecipanti al doppio
| Nazione  | Giocatrice       | Nazione   | Giocatrice     | Rank* | Teste di serie |
| -------- | ---------------- | --------- | -------------- | ----- | -------------- |
| Croazia  | Darija Jurak     | Slovenia  | Andreja Klepač | 43    | 1              |
| Giappone | Eri Hozumi       | Cina      | Zhang Shuai    | 91    | 2              |
| Ucraina  | Ljudmyla Kičenok | Ucraina   | Marta Kostjuk  | 122   | 3              |
| Norvegia | Ulrikke Eikeri   | Australia | Ellen Perez    | 127   | 4              |

* Ranking al 18 ottobre 2021.

### Altre partecipanti
Le seguenti giocatrici hanno ricevuto una wild card per il tabellone principale:
- Paula Arias Manjón /  Sara Sorribes Tormo
- Cristiana Ferrando /  Lucrezia Stefanini

La seguente coppia è entrata nel tabellone principale con il ranking protetto:
- Beatrice Gumulya /  Peangtarn Plipuech

### Ritiri
Prima del torneo
- Kirsten Flipkens /  Hsieh Su-wei → sostituite da  Emina Bektas /  Tara Moore
- Vivian Heisen /  Kimberley Zimmermann → sostituite da  Vivian Heisen /  Andreea Mitu
- Greet Minnen /  Alison Van Uytvanck → sostituite da  Beatrice Gumulya /  Peangtarn Plipuech
- Andreea Mitu /  Lesley Pattinama Kerkhove → sostituite da  Anna Bondár /  Dalma Gálfi

## Campionesse

### Singolare
Ann Li ha sconfitto in finale  Camila Osorio con il punteggio di 6–1, 6–4.
- È il primo titolo della carriera per la Li.

### Doppio
Ulrikke Eikeri /  Ellen Perez hanno sconfitto in finale  Ljudmyla Kičenok /  Marta Kostjuk con il punteggio di 6–3, 6–3.